# Hesiolicium inops
Hesiolicium inops är en plattmaskart som beskrevs av Crezee och Tyler 1976. Hesiolicium inops ingår i släktet Hesiolicium och familjen Paratomellidae. Inga underarter finns listade i Catalogue of Life.